# Stopče
Stopče – wieś w Słowenii, w gminie Šentjur. W 2018 roku liczyła 240 mieszkańców.